# 谷川幾三郎
谷川 幾三郎（たにがわ いくさぶろう、生年不詳 - 明治2年4月24日（1869年6月4日））は、岡山藩士。通称は幾三郎、進吾。諱は不明。

## 経歴
金光等平の次男として生まれる。兄に金光與一郎、弟に谷川繁次がいる。
文久3年（1863年）藩より召抱え。元治元年（1864年）7月18日、新流大砲隊仰付になり、安東四郎大夫（800石・後の大目付）の組下となる。
慶応2年（1866年）9月15日より、湊村台場（岡山市湊）に配属。慶応3年（1867年）3月26日、御後園（後楽園）裏にて槍術の御前試合に出て手拭を賜った。同年8月25日、武芸に秀でていた幾三郎は武芸好きであった池田兵庫（家老）より新学校で天城（倉敷市天城）に行く（自分の家来になる）よう申渡される。
慶応3年（1867年）10月17日、藩命により谷川遊水（筑後柳川藩出身・150石）の家に養子に入る。
明治元年（1868年）10月30日、明治政府より箱館へ出兵を仰付けられ、岡山藩では家中の精鋭の士から選りすぐられた精鋭隊・新武隊が組織されたが、幾三郎は精鋭隊士になった。同年秋には野辺地（青森県野辺地町）へ出兵し明治2年（1869年）4月11日まで滞陣した。
明治2年（1869年）4月12日、イギリス船ヤンシイ号で新政府軍の一員として江差へ上陸し精鋭隊長・岩田七郎兵衛の指揮のもと厚沢部方面（北海道厚沢部町）に進軍。同年4月23日、中二股（北海道北斗市中山峠）にて陸軍奉行並・土方歳三率いる旧幕府軍と交戦、激闘の最中翌24日戦死。
死後、生前の功績により明治3年（1870年）2月28日一家相立（食禄（明治2年に石高制から給料支給制に変わった事による）80石・初代）となる。2代目として弟の春吾が養子となり家を継いだ。
明治26年（1893年）6月13日付、岡山県書記官から岡山市長・新庄厚信に上がった（国事有功者履歴参考）に名前が挙がっている。

## 参考資料
- 「先祖【並】御奉公之品書上 谷川進吾」（池田家文庫・岡山大学付属図書館収蔵）
- 「先祖【並】御奉公之品書上 金光等平」（池田家文庫・岡山大学付属図書館収蔵）